# Керекеђхаза
Керекеђхаза (мађ. Kerekegyháza) је град у Мађарској, у оквиру жупаније Бач-Кишкун.
Керекеђхаза је имала 6.349 становника према подацима из 2010. године.

## Географија
Град Керекеђхаза се налази у средишњем делу Мађарске. Од престонице Будимпеште град је удаљен око 95 km јужно.
Град се налази у средишњем делу Панонске низије. Надморска висина града је око 115 m.